# Novorostrum securiger
Novorostrum securiger is een tienpotigensoort uit de familie van de Porcellanidae. De wetenschappelijke naam van de soort is voor het eerst geldig gepubliceerd in 1939 door Melin.